# جام ولیعهد قطر
جام قطر یا جام ولیعهد قطر (به عربی: كأس قطر) جام فوتبالی در کشور قطر است و به صورت حذفی برگزار می‌شود. چهار تیم نخست لیگ ستارگان قطر در این مسابقات حضور پیدا می‌کنند. السد با ۸ قهرمانی٬ پرافتخارترین تیم این مسابقات است. این جام در سال ۱۹۹۴ برای اولین بار برگزار شد. این مسابقات از سال ۲۰۱۴ با نام جام قطر برگزار میشود. قهرمانی در این جام صرفاً یک افتخار است و موجب صعود به لیگ قهرمانان آسیا نخواهد شد.

## برندگان گذشته
- ۱۹۹۵ : الریان ۲-۱ العربی
- ۱۹۹۶ : الریان ۲-۱ الوکره
- ۱۹۹۷ : العربی ۰-۰ الریان (و.ا٬ ۴-۳ پنالتی‌ها)
- ۱۹۹۸ : السد ۳-۲ العربی
- ۱۹۹۹ : الوکره ۲-۱ الغرافه (و.ا)
- ۲۰۰۰ : الغرافه ۰-۰ الریان (و.ا٬ ۹-۸ پنالتی‌ها)
- ۲۰۰۱ : الریان ۵-۰ العربی
- ۲۰۰۲ : القطر ۲-۰ الغرافه
- ۲۰۰۳ : السد ۲-۰ الغرافه
- ۲۰۰۴ : القطر ۲-۱ السد (و.ا)
- ۲۰۰۵ : الخور ۲-۱ الغرافه
- ۲۰۰۶ : السد ۲-۱ القطر
- ۲۰۰۷ : السد ۲-۱ العربی
- ۲۰۰۸ : السد ۱-۰ العربی
- ۲۰۰۹ : القطر ۰-۰ الریان (و.ا٬ ۴-۲ پنالتی‌ها)
- ۲۰۱۰ : الغرافه  ۵-۰ العربی
- ۲۰۱۱ : الغرافه ۲-۰العربی
- ۲۰۱۲ : الریان ۱-۱ السد (و.ا٬ ۵-۴ پنالتی‌ها)
- ۲۰۱۳ : لخویا ۳-۲ السد
- ۲۰۱۴ : الجیش ۱-۱ لخویا (۴-۳ پنالتی‌ها)
- ۲۰۱۵ : لخویا ۱-۰ الجیش
- ۲۰۱۶ : الجیش ۲-۱ لخویا
- ۲۰۱۷ : السد ۲-۱ الجیش
- ۲۰۱۸ : الدحیل ۲-۱ السد

## قهرمانی‌ها

### باشگاه‌ها
| باشگاه  | قهرمانی‌ها |
| ------- | --------- |
| السد    | ۸         |
| الریان  | ۴         |
| الغرافه | ۳         |
| الدحیل  | ۳         |
| القطر   | ۳         |
| الجیش   | ۲         |
| الوکره  | ۱         |
| الخور   | ۱         |
| العربی  | ۱         |

### عناوین کل قهرمانی‌ها توسط شهرها
| شهر    | قهرمانی‌ها | باشگاه‌ها                                                 |
| ------ | --------- | -------------------------------------------------------- |
| دوحه   | ۱۸        | السد (۸)٬ الدحیل (۳)٬ القطر (۳)٬ الغرافه (۳)٬ العربی (۱) |
| الریان | ۴         | الریان (۴)                                               |
| الخور  | ۱         | الخور (۱)                                                |
| الوکره | ۱         | الوکره (۱)                                               |